# Henri Mitterand

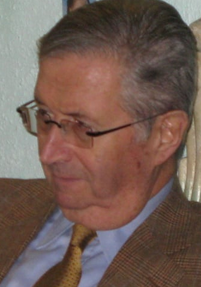
Henri Mitterand

Henri Mitterand (* 7. August 1928 in Vault-de-Lugny; † 8. Oktober 2021) war ein französischer Romanist.

## Leben und Werk
Mitterand schrieb eine Magisterarbeit über Le langage populaire dans Le Feu de Barbusse. Er war Student der École normale supérieure und 1951 Agrégé. Von 1957 bis 1968 lehrte er an den Universitäten Besançon und Reims, von 1968 bis 1978 an der Universität Paris-VIII-Vincennes, von 1978 bis 1990 an der Universität Paris-III Sorbonne Nouvelle und anschließend bis 2005 an der Columbia University. 1970/71 war er Visiting Professor an der Universität Toronto.
Als Schüler von Robert-Léon Wagner publizierte er 1963 mit Les mots français eines der meistgelesenen Que-sais-je?-Bändchen der Presses Universitaires de France und betreute es bis zur 10. Auflage 2000.
Robert-Léon Wagner war es auch, der ihm das literaturwissenschaftliche Forschungsgebiet Émile Zola nahelegte, wo er sich durch zahlreiche Editionen, biographische Werke und Interpretationen als überragender Kenner weltweit Anerkennung verschaffte. Am Anfang dieser Forschung stand der Zugang zu nachgelassenen Unterlagen durch die Begegnung mit Jacques Emile-Zola (1891–1963), dem Sohn von Émile Zola und der Hausangestellten Jeanne Rozerot (1867–1914), mit dessen Hilfe Mitterand zum Freund der Familie wurde.
Mitterand war ab 1989 Präsident der Société littéraire des amis d'Émile Zola. Er war Herausgeber der Reihe Les Usuels (Hachette/Tchou 1970 ff) und ab 1978 Mitherausgeber der Reihe Les Usuels du Robert. Mitterand wurde zum Ritter der Ehrenlegion, zum Komtur des Ordre des Arts et des Lettres und zum Mitglied der Royal Society of Canada/Société Royale du Canada ernannt.

## Werke

### Emile-Zola-Werkausgaben
- Les Rougon-Macquart in 5 Bänden, Paris 1960–1967 (Pléiade), in 20 Bänden (Folio)
- Œuvres complètes in 15 Bänden, Paris 1966–1970 (Cercle du livre précieux)
- Carnets d'enquêtes. Une ethnographie inédite de la France, texte établis et présentés, Paris 1987, 1991, 1993 (deutsch: Frankreich. Mosaik einer Gesellschaft. Unveröffentlichte Skizzen und Studien, Wien/Darmstadt 1990; italienisch: Taccuini. Un'etnografia inedita della Francia, Turin 1987)
- Œuvres complètes in 20 Bänden, Paris 2002–2009 (Nouveau Monde Éditions)
- Écrits sur le roman. Anthologie établie, présentée et annotée, Livre de poche 2004

### Monographien und Sammelbände zu Émile Zola
- Zola journaliste. De l'Affaire Manet à l'Affaire Dreyfus, Paris 1962
- Zola et le naturalisme, Paris 1986, 4. Auflage 2002 (Que sais-je ? 2314)
- Zola. L'histoire et la fiction, Paris 1990
- Zola. La vérité en marche, Reihe Découvertes Gallimard (n° 257), Paris 1995
- Zola, 3 Bde., Paris 1999–2002 (Grand Prix de la Ville de Paris, Prix de la biographie littéraire de l’Académie française)
- Passion Émile Zola. Délires de la vérité, Paris 2002
- Lire, dé-lire Zola (Hrsg. zusammen mit Jean-Pierre Leduc-Adine), Paris 2004 (Kolloquium von 2002)
- Le Paris de Zola, Paris 2008
- Zola, tel qu'en lui-même, Paris 2009

### Weitere Literaturwissenschaft
- La Lecture sociocritique du texte romanesque. Actes  du Colloque organisé à Toronto en novembre 1972 par les Universités de Toronto et de Paris-VIII (Hrsg. zusammen mit Graham Falconer), Toronto 1975
- Le discours du roman, Paris 1980, 2. Auflage 1986
- Le regard et le signe. Poétique du roman réaliste et naturaliste, Paris 1987
- L'Illusion réaliste. De Balzac à Aragon, Paris 1994
- La littérature française du XXe siècle, Paris 1996, 2005, 2007
- Le roman à l’œuvre. Genèse et valeurs, Paris 1998
- (Hrsg.) Chroniques de Guy de Maupassant. Textes choisis, présentés et annotés, Paris 2008 (Pochothèque)

### Sprachwissenschaft
- Les Mots français, Paris 1963, 2. Auflage 1965, 3. Auflage 1968, 4. Auflage 1972, 5. Auflage 1976, 6. Auflage 1981, 7. Auflage 1986, 8. Auflage 1992, 9. Auflage 1996, 10. Auflage 2000 (Que sais-je? 270)
- Nouveau dictionnaire étymologique et historique (zusammen mit Albert Dauzat und Jean Dubois), Paris 1964, 2. Auflage 1971, 4. Auflage 1980, 1991, 1993, 2005
- A B C de grammaire française, Paris 1969